# Trận Ueno
Trận Ueno (tiếng Nhật:上野戦争) (Trận Thượng Dã) là một trận đánh trong Chiến tranh Boshin, diễn ra ngày 4 tháng 7 năm 1868 (15 tháng 5 âm lịch), giữa binh lính Shōgitai do Shibusawa Seiichirō chỉ huy và Amano Hachirō. Mặc dù Shōgitai phần lớn là các cựu thần của nhà Tokugawa và người sống ở các tỉnh xung quanh, một vài phiên cũng ủng hộ Shōgitai, ví dụ như Takada han (tỉnh Echigo, 150.000 koku), Obama han (tỉnh Wakasa, 103.000 koku), Takasaki han (tỉnh Kōzuke, 52.000 koku), và Yūki han (tỉnh Shimosa, 18.000 koku). Đối mặt với họ là lực lượng liên hợp của các phiên Chōshū, Omura, Sadowara, Hizen, Chikugo, Owari, Bizen, Tsu, Inaba, và Higo, dưới quyền chỉ huy của vị tướng Chōshu Omura Masujiro. Shibusawa và Amano ban đầu có 2.000 quân Shogitai đóng tại Ueno để bảo vệ Tokugawa Yoshinobu, người vào lúc dó, tự giam mình tại chùa Kan'eiji, cùng với Hoàng tử Rinnōji no Miya Yoshihisa, trụ trì ngôi chùa. Khi trận đánh bắt đầu, Rinnōji no Miya bỏ trốn, chạy đến tàu chiến Chogei-maru của Enomoto Takeaki và đi về phía Bắc, trên bờ biển Thái Bình Dương. Shōgitai chiếm lĩnh các vị trí xung quanh Kan'ei-ji (寛永寺; một ngôi chùa quan trọng của gia đình Tokugawa) và gần đền Nezu (根津神社) (Căn Tân thần xã). Trong khi họ dựng lên các vật cản cứng, quân Tosa sử dụng đại bác Armstrong và súng Snyder để phá hủy chúng, do đó kết liễu trung tâm kháng cự cuối cùng ở Edo.
Harada Sanosuke của Shinsengumi được cho là đã tham gia Shōgitai, và chết ít lâu sau trận đánh.

## Đọc thêm

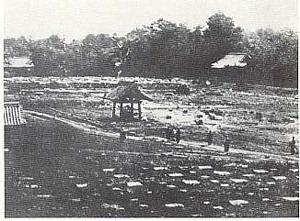
Devastation of Ueno after the battle. 1868 photograph.